# Nakama
Nakama (中間市; -shi) é uma cidade japonesa localizada na prefeitura de Fukuoka.
Em 2003 a cidade tinha uma população estimada em 47 375 habitantes e uma densidade populacional de 2 964,64 h/km². Tem uma área total de 15,98 km².
Recebeu o estatuto de cidade a 1 de Novembro de 1958.